# Dragon 32/64
Dragon 32 en Dragon 64 zijn homecomputers uit 1982 en 1983. Voor de Europese markt werden deze geproduceerd door Dragon Data in Port Talbot, Wales. Tano uit New Orleans fabriceerde deze voor de Amerikaanse markt. Het grote verschil tussen de twee modellen is het beschikbare geheugen: respectievelijk 32 en 64 kilobyte. In Europa was het toestel vooral in het Verenigd Koninkrijk populair.

## Geschiedenis

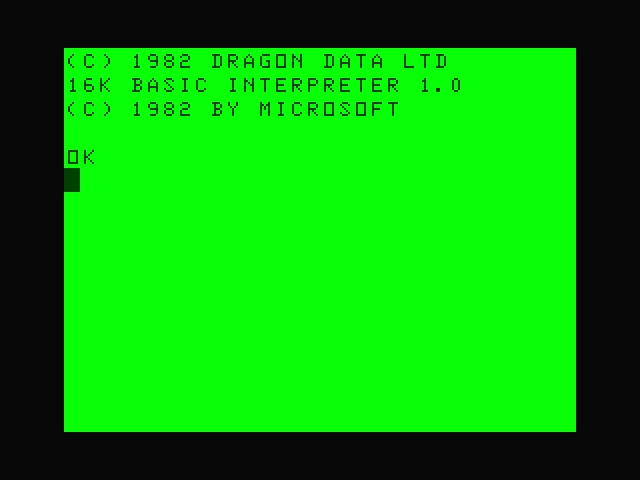
Opstartscherm van een Dragon 32.

In augustus 1982 werd de Dragon 32 geïntroduceerd. Omwille van een goede verkoop bij deze start, nam de interesse van onafhankelijke softwarebedrijven al snel toe. Het duurde dan ook niet lang voordat er een tijdschrift werd uitgebracht dat specifiek over de Dragon 32 ging: Dragon User. In 1983 verscheen de Dragon 64.
De grafische kwaliteit van het toestel was duidelijk aan de lage kant in vergelijking met de concurrentie zoals ZX Spectrum en BBC Micro. Verder kon het toestel enkel hoofdletters weergeven waardoor veel softwarebedrijven - vooral educatieve software waar correcte spelling noodzakelijk is - al snel afhaakten.
Ondanks het initiële succes bleek het toestel te gelimiteerd te zijn en viel de verkoop stil. Dragon Data ging failliet in juni 1984. Het Spaanse bedrijf Eurohard S.A. nam Dragon Data over, maar ging zelf in 1987 op de fles.
Het Amerikaanse bedrijf California Digital kocht de gehele voorraad van de Dragon-reeks over, waar het product tot 2017 beschikbaar was.

## Technische specificaties

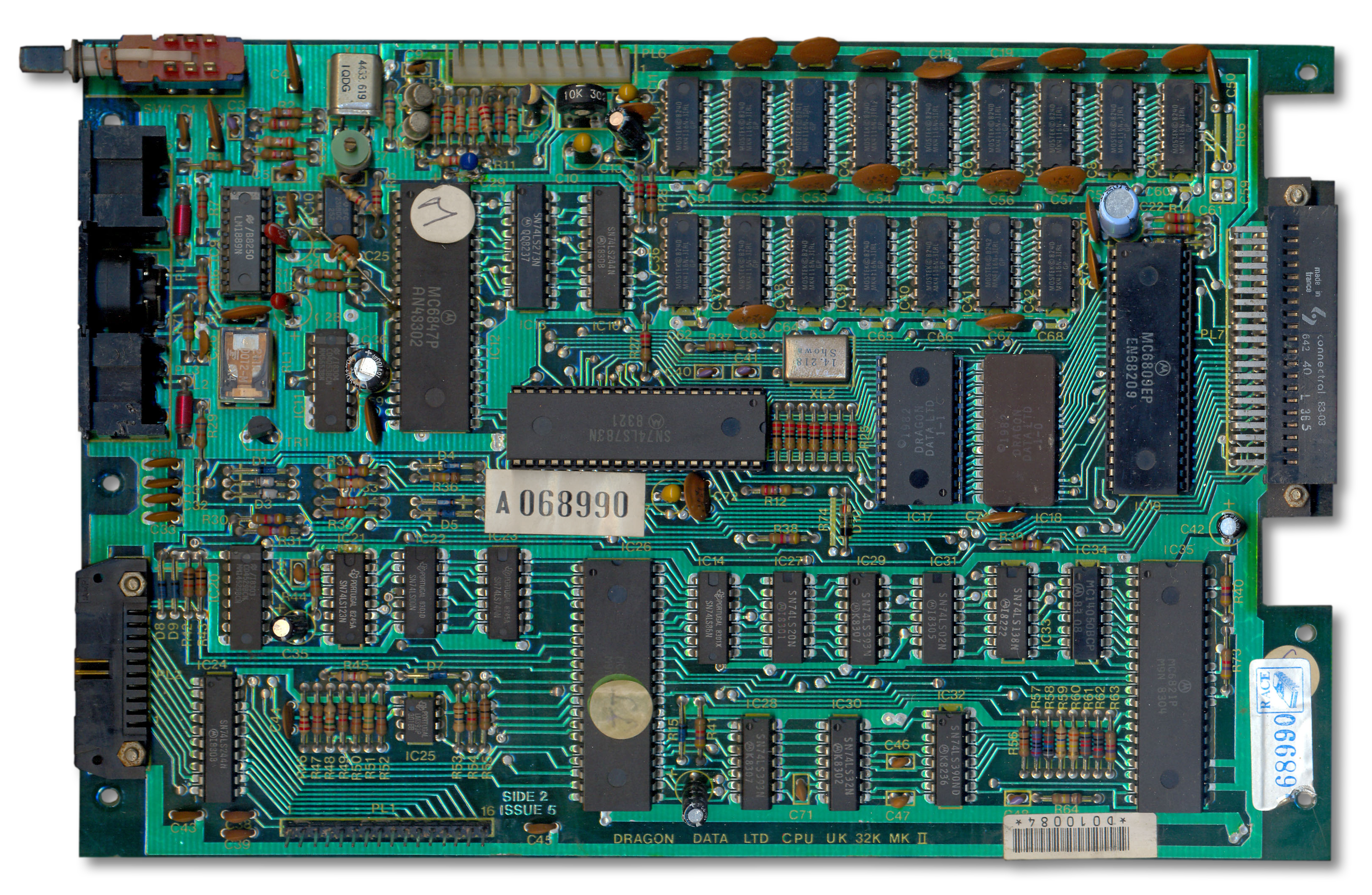
Moederbord van een Dragon 32.

De Dragon heeft een Motorola MC6809E-processor met een kloksnelheid van 0,89 MHz. Ondanks dat de processor 8 bits is, ondersteunt deze bepaalde 16-bit instructies.
Hoewel niet ondersteund, kon men de snelheid van de computer verhogen met Peek- en Poke-instructies, maar dit ging ten koste van andere hardware, zoals cassette- en printerpoort, die daardoor mindere prestaties geeft of zelfs crasht (zonder de hardware effectief te beschadigen).
Verder heeft het toestel een SN74LS783/MC6883-multiplexer en de MC6847-videokaart die 256 bij 192 beeldpunten kan tonen in twee kleuren. De tekstmodus bevat 32 tekens bij 16 regels. De gegevensoverdracht loopt over twee MC6821 Peripheral Interface Adapters. Omdat de Dragon 32 kan worden aangepast met 64 kB RAM-geheugen werden veel Dragons door hun gebruikers geüpgraded. Omdat het moederbord voldoende ruimte had in de computerkast, verschenen er ook diverse modificaties om de computer nog verder uit te breiden of aan te passen.
Het toestel wordt geleverd met een Microsoft BASIC interpreter die in een ROM-module van 16 kB zit.

### Verschillen tussen de Dragon 32 en 64
Naast de grootte van het RAM-geheugen bevat de Dragon 64 een werkende RS-232 seriële poort die ontbreekt bij de Dragon 32. Een ander verschil is de kleur van de computerkast.

### Compatibiliteit met TRS-80
Zowel de Dragon als de Tandy TRS-80 hebben dezelfde Motorola-processor en gebruiken beide de Microsoft BASIC-interpreter. Hierdoor zijn een aantal softwarepakketten specifiek geschreven voor TRS-80 compatibel op de Dragon en omgekeerd. De manier waarop data wordt weggeschreven verschilt echter. Daarom kon deze compatibiliteit enkel verkregen worden door de data met behulp van speciale software te converteren van het ene disksysteem naar het andere.

## Galerij

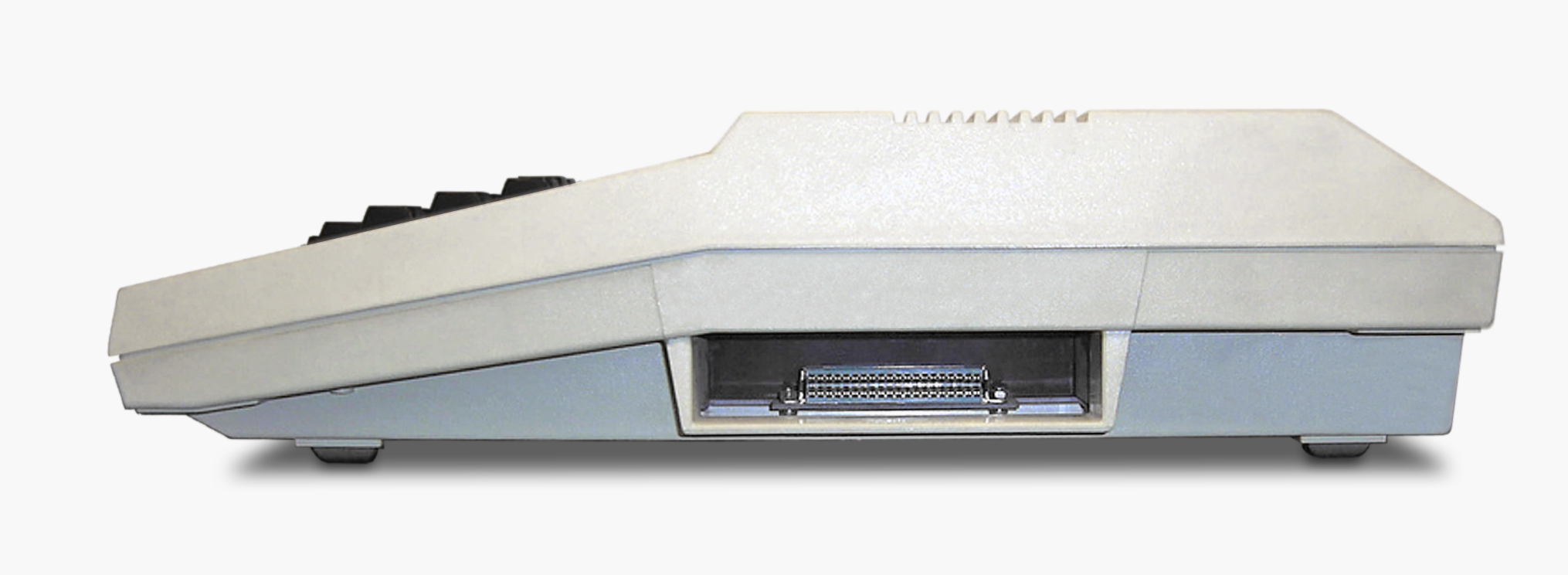
Rechterkant
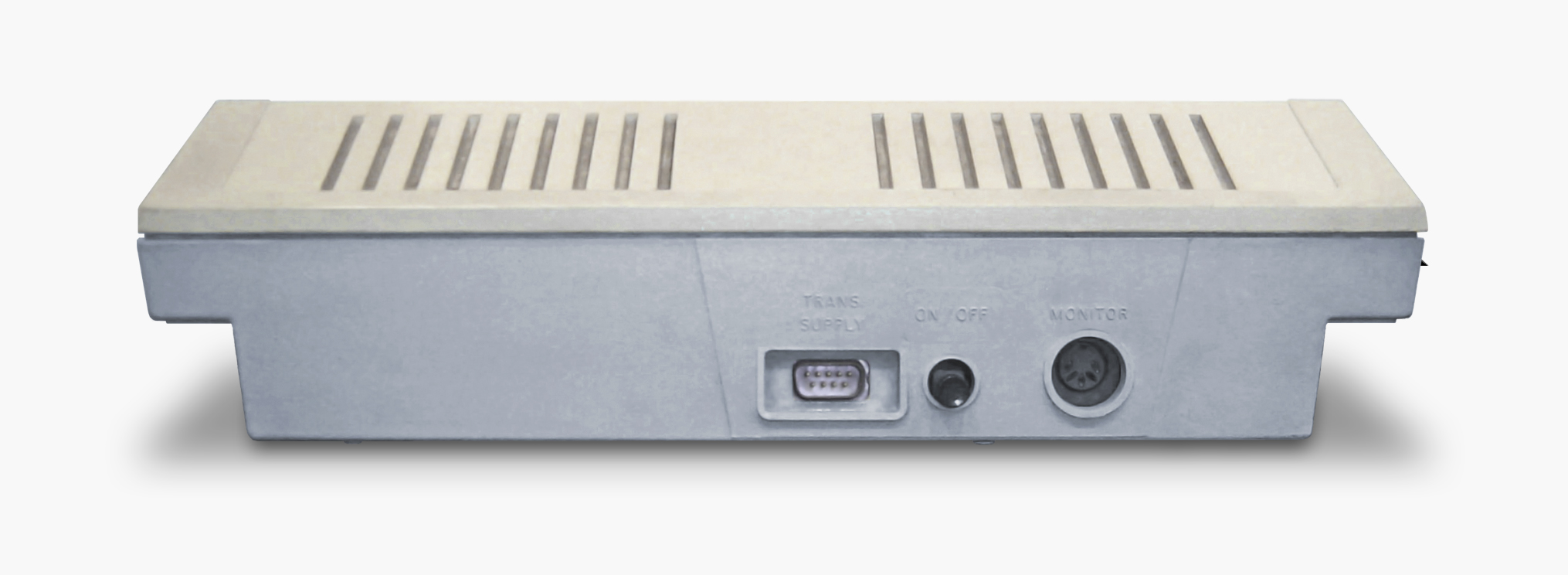
Achterkant
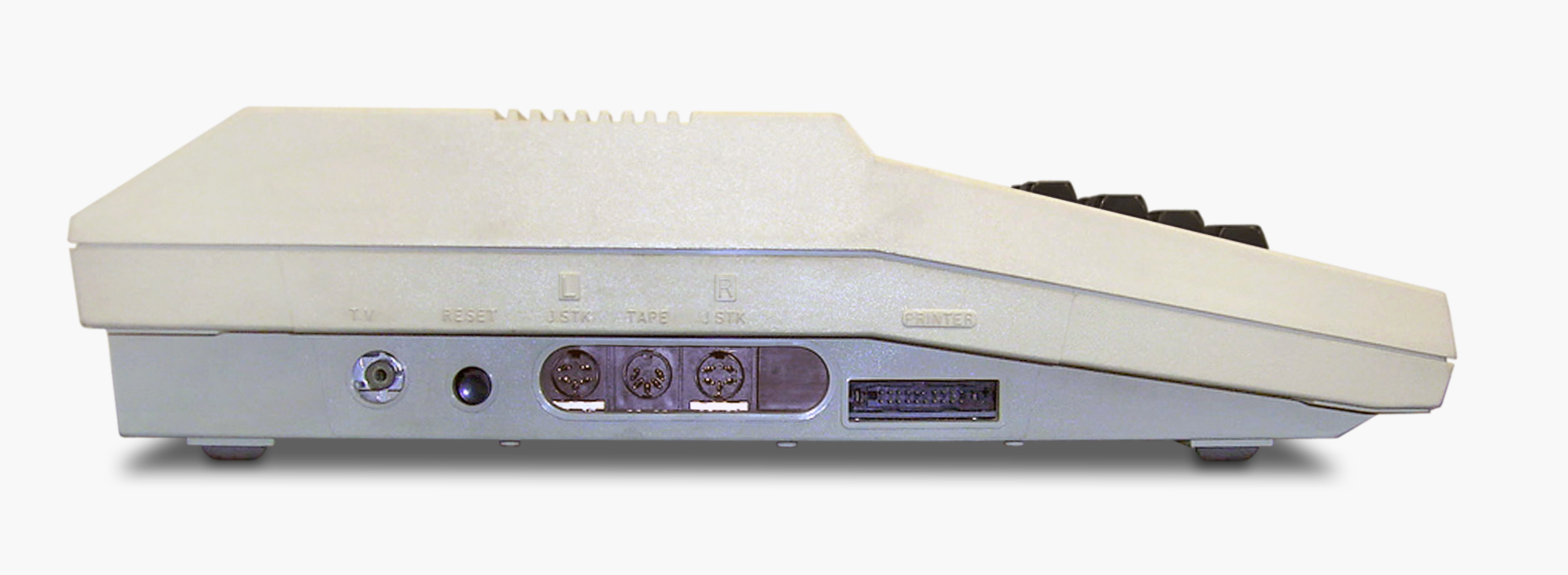
Linkerkant